# Al derecho y al revés
Al derecho y al revés es el primer álbum de la banda de rock peruano, La Liga del Sueño, lanzado en 1994.

## Lista de canciones
| N.º | Título                 | Duración |  |
| 1.  | «Mala sangre»          | 4:22     |  |
| 2.  | «Aldina»               | 5:23     |  |
| 3.  | «Por mi dios»          | 5:28     |  |
| 4.  | «Soledad»              | 5:40     |  |
| 5.  | «Oír su voz»           | 4:17     |  |
| 6.  | «No nos entendemos»    | 4:46     |  |
| 7.  | «Llévame en tus manos» | 3:53     |  |
| 8.  | «Danza mortal»         | 4:35     |  |
| 9.  | «Ázucar y sal»         | 4:03     |  |
| 10. | «Que el mar te lleve»  | 4:47     |  |
| 11. | «Hasta mi lugar»       | 3:58     |  |
| 12. | «Anfo mix»             | 9:54     |  |

## Integrantes
- Pelo Madueño — Voz, guitarra, percusión.
- Gonzalo Torres — Bajo.
- Arturo Ríos — Batería.
- Mauricio Chau — Guitarra, teclados, coro.
- Johanna San Miguel — Teclados, pandereta, coro.